# Điện ảnh Ukraina
Điện ảnh Ukraina (tiếng Ukraina: Український кінематограф) là tên gọi ngành công nghiệp Điện ảnh của nước Cộng hòa Ukraina.

## Lịch sử hình thành và phát triển

### Hãng phim
- Dovzhenko Film Studios (Kiev)
- Odessa Film Studio (Odessa)
- Kievnauchfilm (Kiev)
- Ukrtelefilm
- Yalta Film Studio[1]

### Liên hoan phim

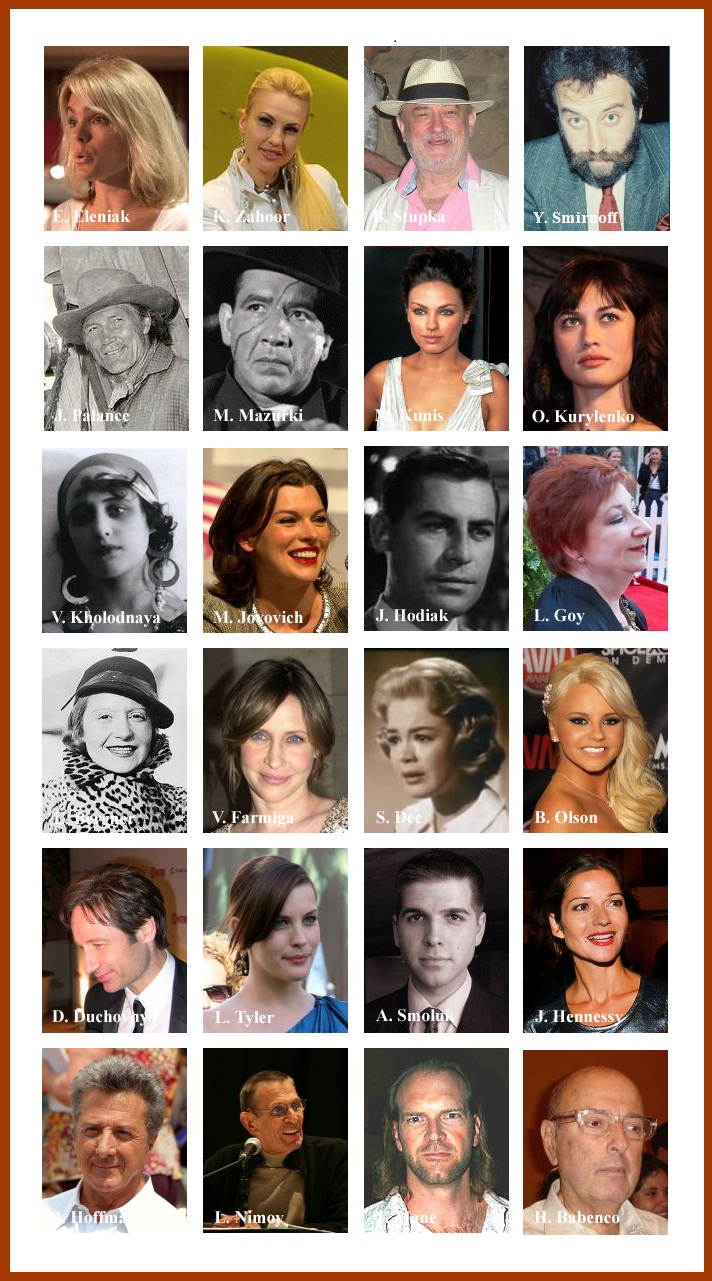
Những nhà làm phim nổi tiếng của Ukraina

- Molodist,[2] (1970)
- Odessa,[3] (1987, 2010) organized by the Ministry of Culture and Tourism of Ukraine
- Krok,[4] (1987) organized by the Ukrainian Association of Cinematographers and takes place in Ukraina or Nga
- Kino-Yalta,[5] (2003) organized together with the Russian government

### Giải thưởng điện ảnh
- Giải thưởng của Đoàn Komsomol Ukraina.

### Phim nổi tiếng
- 1926 Ягодка любви / Love's Berries, đạo diễn bởi Aleksandr Dovzhenko (phim câm)
- 1928 Арсенал / Công binh xưởng, đạo diễn bởi Aleksandr Dovzhenko (phim câm)
- 1928 Звенигора / Zvenigora, đạo diễn bởi Aleksandr Dovzhenko (phim câm)
- 1929 Человек с киноаппартом / Con người với máy quay phim, đạo diễn bởi Dziga Vertov (documentary film)
- 1930 Земля / Đất, đạo diễn bởi Aleksandr Dovzhenko (phim câm)
- 1932 Иван / Ivan, đạo diễn bởi Aleksandr Dovzhenko (phim câm)
- 1935 Аэроград / Aerograd, đạo diễn bởi Aleksandr Dovzhenko (sci-fi)
- 1936 Наталка Полтавка / Natalka Poltavka, đạo diễn bởi Ivan Kavaleridze
- 1939 Щорс / Shchors, đạo diễn bởi Aleksandr Dovzhenko (documentary film)
- 1964 Тіні забутих предків / Shadows of Forgotten Ancestors, đạo diễn bởi Sergey Parajanov
- 1970 Білий птах з чорною ознакою / Con chim trắng và cái chấm đen, đạo diễn bởi Yury Illyenko
- 1972 Пропала Грамота / The Lost Letter, đạo diễn bởi Borys Ivchenko
- 1991 Голод-33 / Famine-33, đạo diễn bởi Oles Yanchuk
- 1995 Москаль-чарівник / Moskal-Charivnyk, đạo diễn bởi Mykola Zasieyev-Rudenko
- 2003 Мамай / Mamay, đạo diễn bởi Oles Sanin
- 2005 Дрібний Дощ / Drizzle, đạo diễn bởi Georgy Delyev
- 2005 Помаранчеве небо / Bầu trời màu cam, đạo diễn bởi Oleksandr Kiryenko
- 2006 Аврора / Rạng đông, đạo diễn bởi Oksana Bairak
- 2008 Las Meninas, đạo diễn bởi Igor Podolchak

### Diễn viên tên tuổi

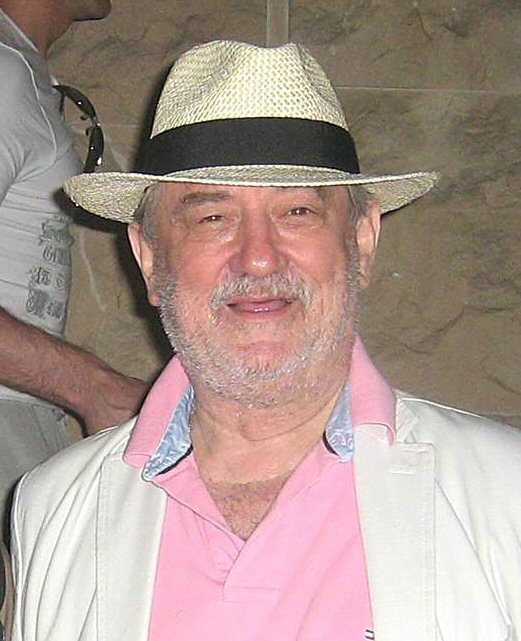
Bogdan Stupka is recognized as the most famous living Ukrainian actor.

- Ivan Mykolaychuk (ngày 15 tháng 6 năm 1941 – ngày 3 tháng 8 năm 1987)
- Bohdan Stupka (ngày 27 tháng 8 năm 1941)
- Gregory Hlady (ngày 4 tháng 12 năm 1954)
- David Vadim (ngày 28 tháng 3 năm 1972)
- Eugene Hütz (ngày 6 tháng 9 năm 1972)
- Oleg Prudius (ngày 27 tháng 4 năm 1972)
- Taisia Povaliy (ngày 10 tháng 12 năm 1965)
- Ruslana Pysanka (ngày 17 tháng 11 năm 1965)
- Mila Kunis (ngày 14 tháng 8 năm 1983)
- Olga Kurylenko (ngày 14 tháng 11 năm 1979)
- Milla Jovovich (ngày 17 tháng 12 năm 1975)
- Larysa Poznyak (ngày 30 tháng 5 năm 1985)

### Nhà làm phim tên tuổi

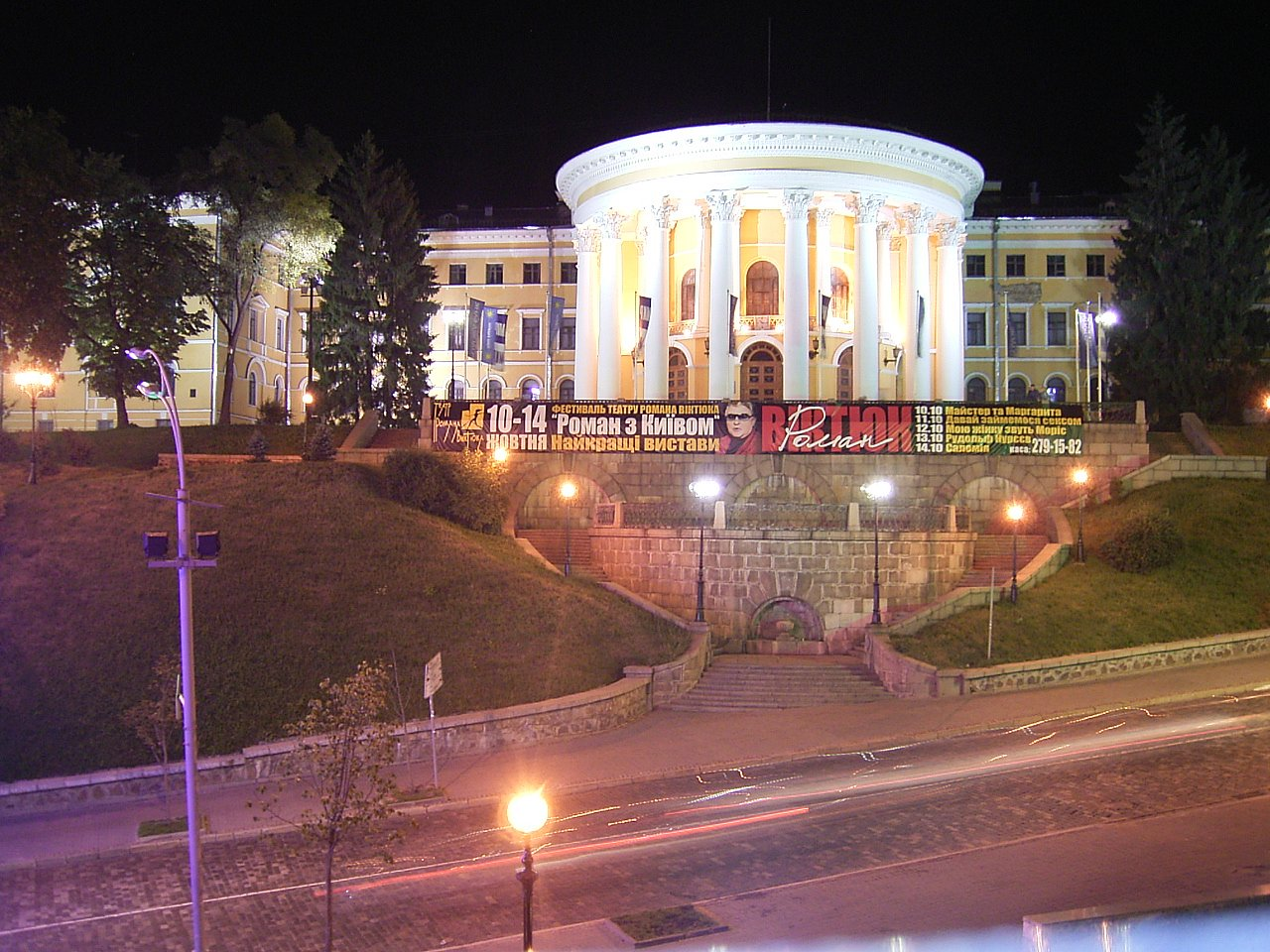
October Palace movie theatre and concert hall.

- Sergey Bondarchuk (ngày 25 tháng 9 năm 1920 – ngày 20 tháng 10 năm 1994)
- Grigory Chukhrai (ngày 23 tháng 5 năm 1921 – ngày 28 tháng 10 năm 2001)
- Aleksandr Dovzhenko (September 10 [lịch cũ August 29] năm 1894 – ngày 25 tháng 11 năm 1956)
- Yakov Levi
- Anatoly Litvak (ngày 10 tháng 5 năm 1902 – ngày 15 tháng 12 năm 1974)
- Kira Muratova (ngày 5 tháng 11 năm 1934)
- Larisa Shepitko (ngày 6 tháng 1 năm 1939 – ngày 2 tháng 6 năm 1979)
- Igor Podolchak (ngày 9 tháng 4 năm 1962)